# Auguste Boulanger-Bernet
Auguste Boulanger-Bernet est un homme politique français né le 12 janvier 1831 à Guînes (Pas-de-Calais) et décédé le 17 octobre 1903 à Andres (Pas-de-Calais).
Propriétaire, fils du maire de Guînes, il y est juge de paix. Révoqué par le gouvernement d'ordre moral, il retrouve ses fonctions en 1877. Conseiller municipal d'Andres, il est conseiller général du canton de Guînes de 1883 à 1901 et député du Pas-de-Calais de 1889 à 1893, élu comme républicain anti-boulangiste.

## Sources
- « Auguste Boulanger-Bernet », dans le Dictionnaire des parlementaires français (1889-1940), sous la direction de Jean Jolly, PUF, 1960 [détail de l’édition]